# Quirl (Berg)
Der Quirl ist ein Tafelberg in der linkselbischen Sächsischen Schweiz.

## Lage und Umgebung
Der Quirl erhebt sich zwei Kilometer südlich der Stadt Königstein im sogenannten Gebiet der Steine, einem Teil der Sächsischen Schweiz, in dem die typischen Tafelberge („Steine“) charakteristisch sind. In unmittelbarer Nachbarschaft befinden sich der Pfaffenstein und der Königstein.
In der Nordseite des Quirls liegt mit dem Diebskeller eine flächenmäßig große Schichtfugenhöhle der Sächsischen Schweiz.

## Geschichte
Bis um 1800 lagen auf dem Quirl Felder, die zum Erblehngut Pfaffendorf gehörten. Später wurde der Quirl wegen seiner Nähe zur Festung Königstein für die Öffentlichkeit gesperrt und die Felder wurden aufgegeben.
Im Deutschen Krieg 1866 wurde der alte Fußweg zum Gipfelplateau gesprengt, damit preußische Truppen dort keine Geschütze in Stellung bringen konnten.

## Geologie
Der Quirl besteht aus Sandsteinen der Stufe c, welche in der geologischen Zeitskala in den mittleren Turon der Kreide eingeordnet werden. In neueren Publikationen werden diese Sandsteine auch als Postelwitzer Schichten bezeichnet. Das Gipfelplateau entspricht der Zwischenschicht γ3. Die Schichtfugenhöhlen an der Nordseite des Quirls liegen in der leicht verwitternden Zwischenschicht γ2.

## Wege zum Gipfel
Der günstigste Ausgangspunkt für einen Besuch des Quirls ist die Stadt Königstein. Dort beginnt ein mit einem roten Punkt markierter Wanderweg, der auf der Nord- und Westseite um den Quirl herum weiter zum benachbarten Pfaffenstein führt. Dieser Weg ist gleichzeitig Teil des Malerwegs, des Hauptwanderweges der Sächsischen Schweiz. Über das Gipfelplateau führt die 2018 eingerichtete Trekkingroute Forststeig. Der Forststeig führt dabei auch über den denkmalgeschützten Kanonenweg an der Südostseite des Quirls, einen mit Sandsteinplatten gepflasterten Weg. Weitere unmarkierte Aufstiege befinden sich nahe dem Diebskeller an der Nordseite.

## Galerie

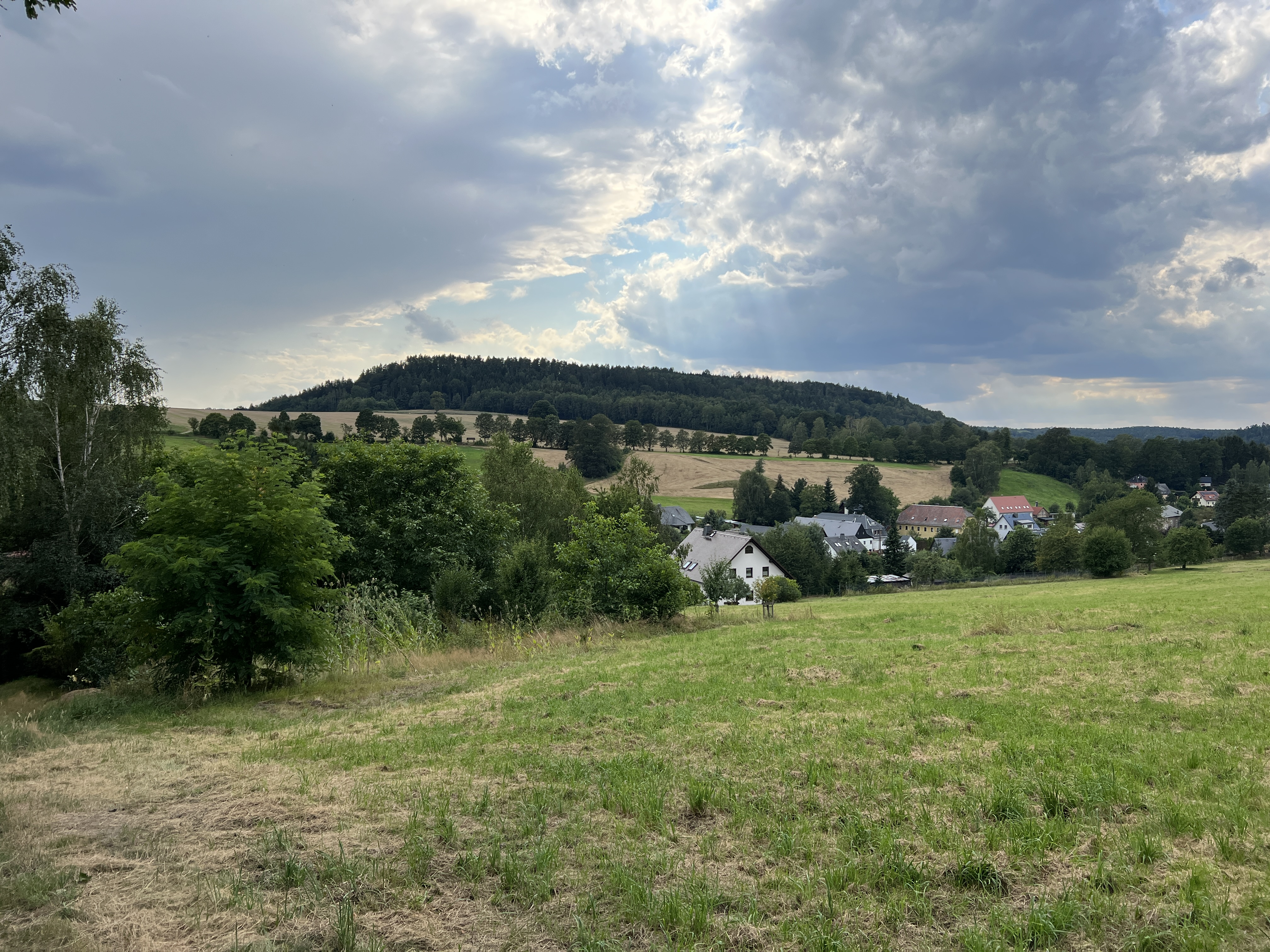
Ansicht von Nordosten
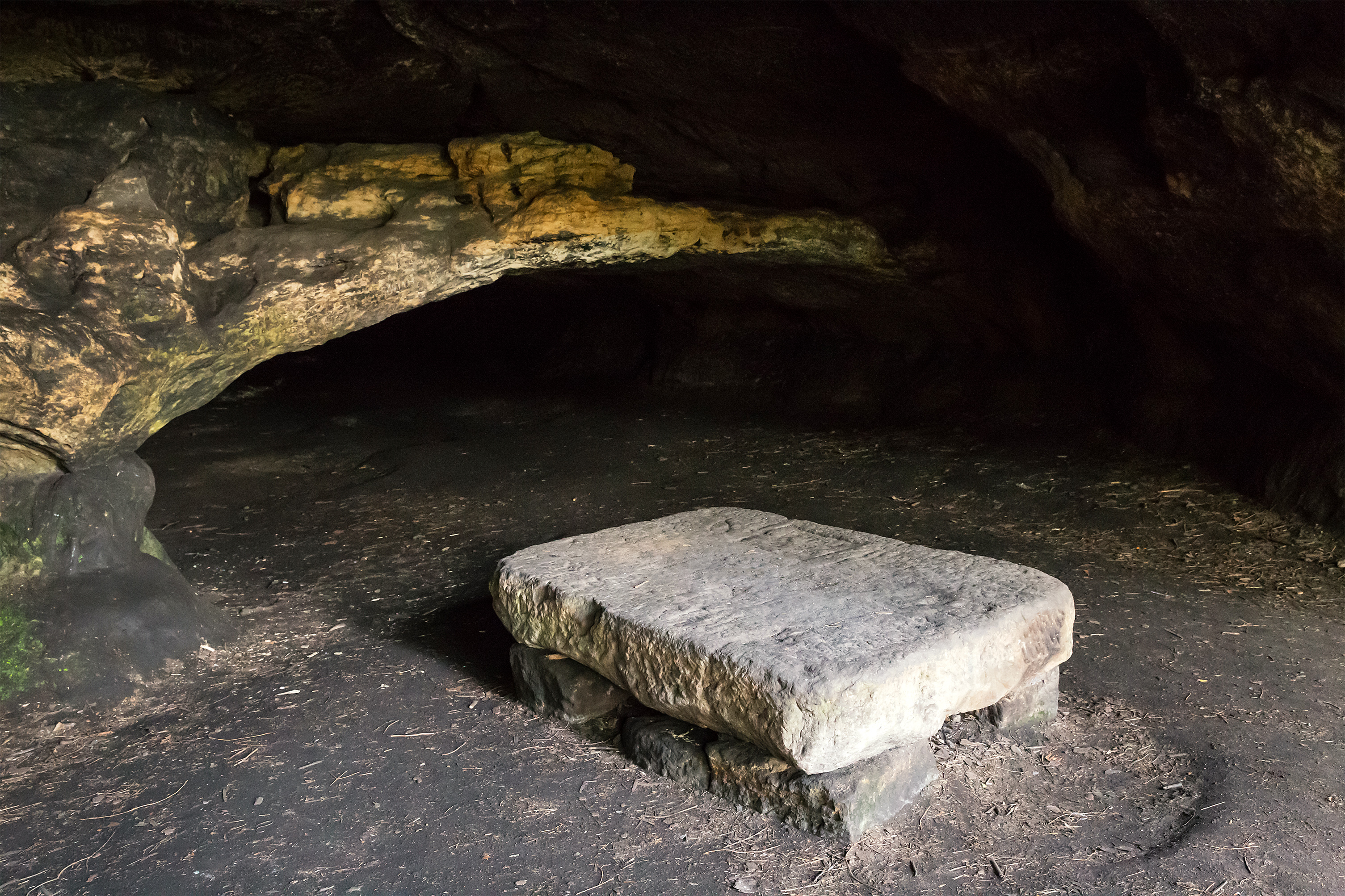
Diebskeller
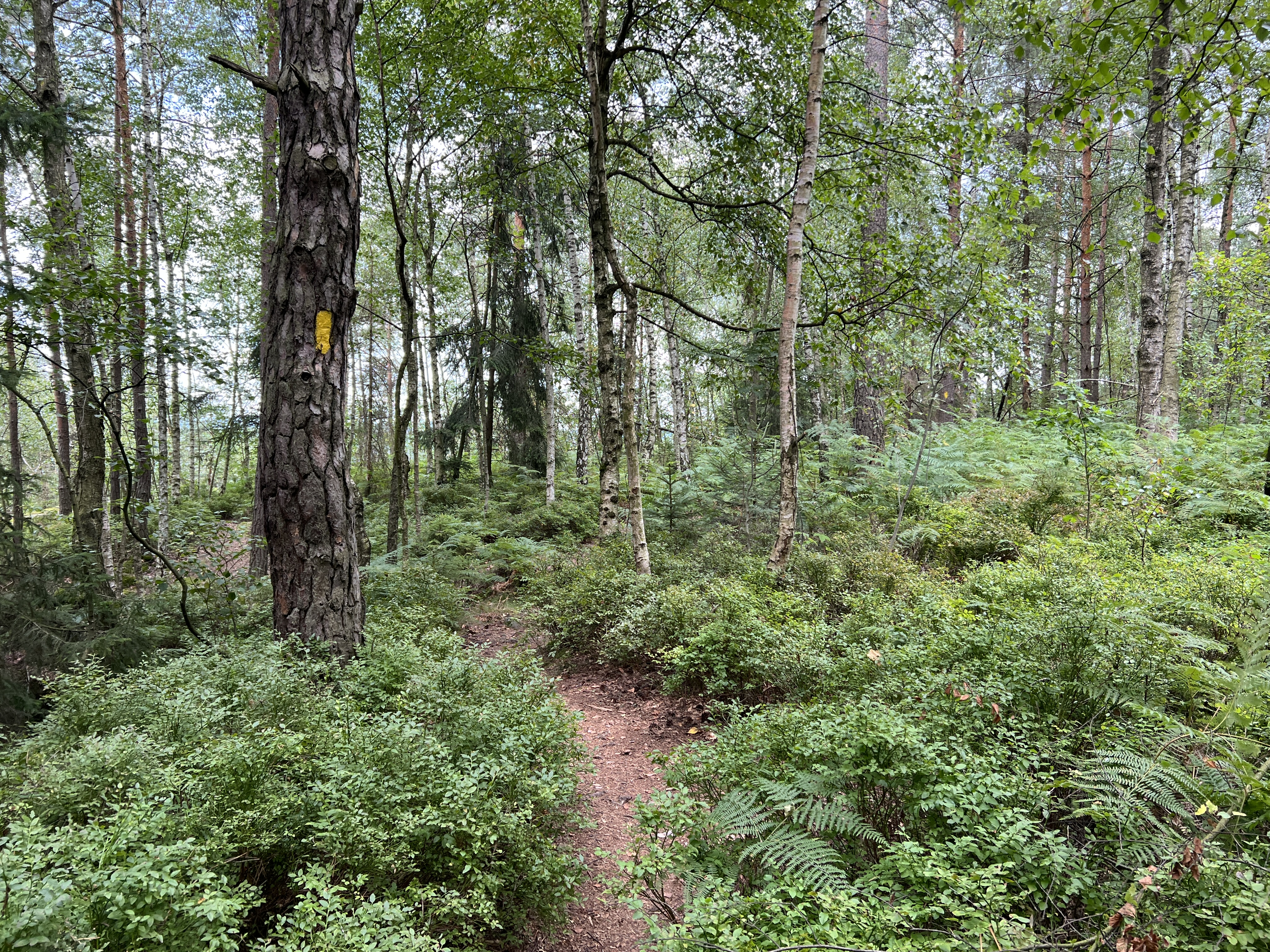
Forststeig auf dem Gipfelplateau des Quirls
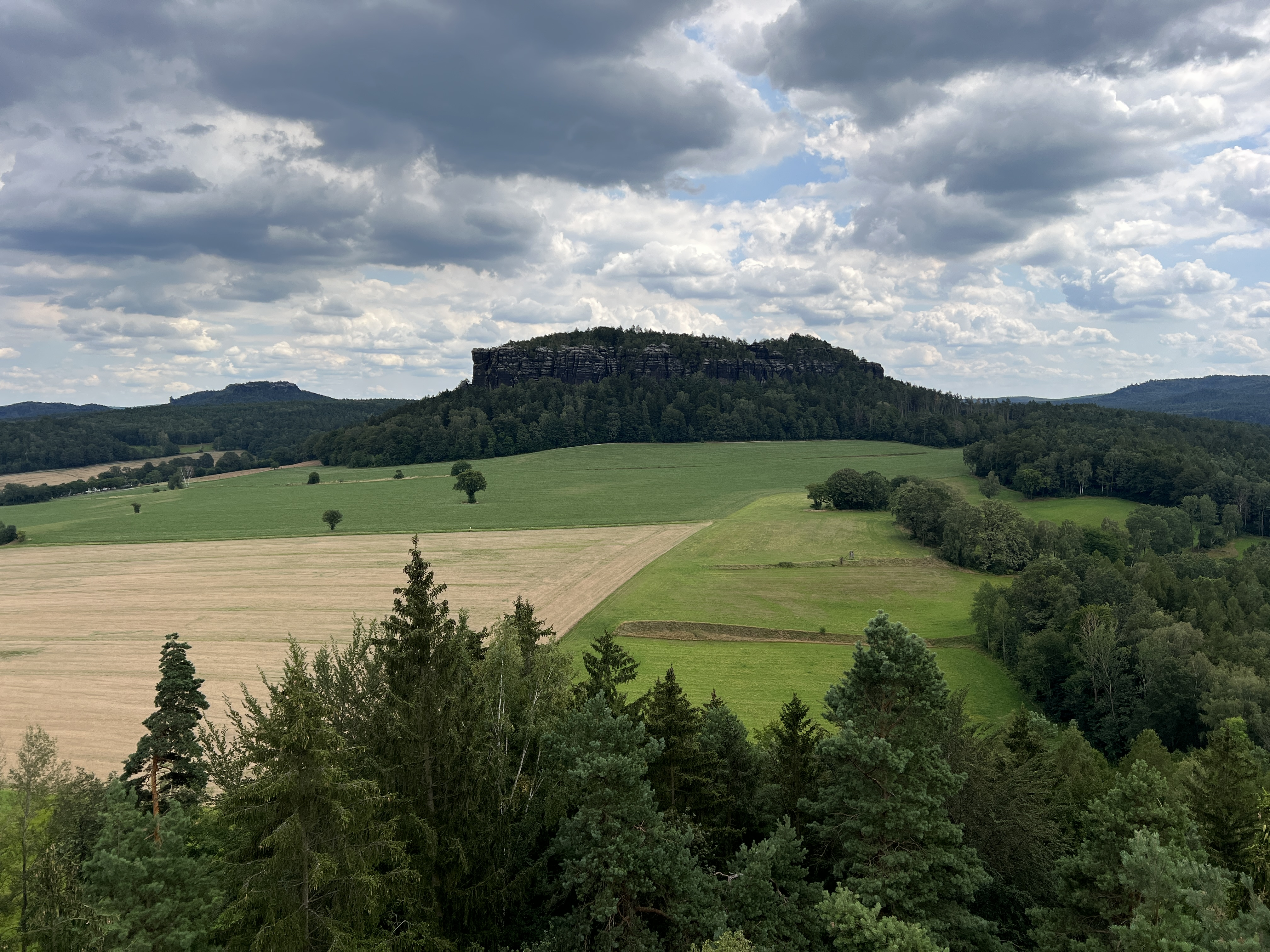
Aussicht nach Osten auf den Pfaffenstein
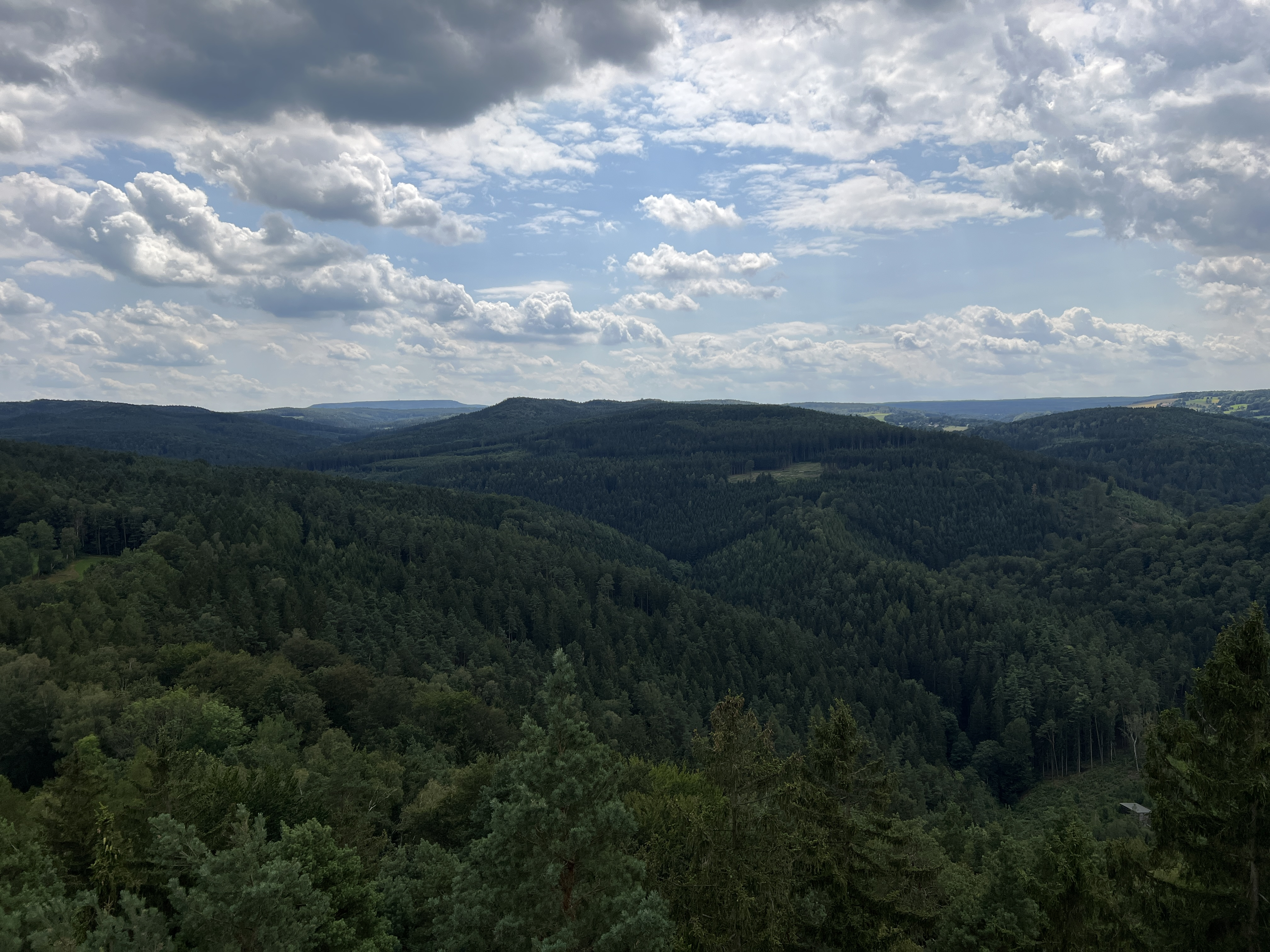
Aussicht nach Südosten zum Hohen Schneeberg